# Actinotaenium taylori
Actinotaenium taylori  là một loài Song tinh tảo trong họ Desmidiaceae, thuộc chi Actinotaenium.